# 318
318 (CCCXVIII) va ser un any comú començat en dimecres del calendari julià, vigent en aquell moment.
En l'Imperi romà, l'any fou nomenat com "el del consulat de Licini i Crisp" o, menys comunament, com el 1071 Ab urbe condita, sent la seva denominació com 318 posterior, de l'edat mitjana, en establir-se l'Anno Domini.

## Esdeveniments

### Àsia
- La Xina perd els territoris al nord del Iang-Tsé: Xiongnu i Sienpei.
- Liu Yao es converteix en el nou emperador de Han-Zhao i trasllada la seva capital a Chang'an.[1]

- Nanjing, nova capital de la Xina.
- Arri comença la seva predicació.

### Imperi Romà
- Gregori l'Il·luminador al seu fill Aristax com a successor del Patriarcat d'Armènia.
- Constantí el Gran dóna a l'antiga ciutat romana Drepana (Àsia Menor) el nom d'Helenòpolis, en honor de la seva mare Helena, i construeix una església en honor al màrtir Sant Llucià.[2]

## Neixaments
Isidor d'Alexandria, sant egipci.

## Necrològiques
Jin Mindi, ex-emperador xinès de la dinastia Jin, assassinat.